# Ali İpek
Ali İpek, född den 1 augusti 1955 i Denizli i Turkiet, död den 29 juni 2019, var en turkisk fotbollsspelare och ordförande för sportklubben Denizlispor.